# Grötlingbo församling
Grötlingbo församling var en församling i Visby stift. Församlingen uppgick 2010 i Havdhems församling.
Församlingskyrka var Grötlingbo kyrka.

## Administrativ historik
Församlingen har medeltida ursprung. 
Församlingen utgjorde på 1300-talet eget pastorat för att därefter till 1940 vara moderförsamling i pastoratet Grötlingbo och Fide. Från 1940 till 1962 var den annexförsamling i pastoratet Havdhem, Näs, Grötlingbo och Fide. Från 1962 till 2010 var församlingen annexförsamling i pastoratet Havdhem, Näs, Grötlingbo, Eke, Hablingbo och Silte. År 2010 uppgick församlingen med övriga församlingar i pastoratet i Havdhems församling.
Församlingskod var 098086.